# آلفردو کاسرو
آلفردو کاسرو (اسپانیایی: Alfredo Casero‎؛ زادهٔ ۱۲ نوامبر ۱۹۶۲) بازیگر، موسیقی‌دان، کمدین اهل آرژانتین است. وی از سال ۱۹۸۷ میلادی تاکنون مشغول فعالیت بوده است. وی تا کنون برندهٔ جوایز گوناگون چون جایزهٔ گاردل و جایزهٔ کلارین شده است.
از فیلم‌ها یا برنامه‌های تلویزیونی که وی در آن نقش داشته است می‌توان به ۲+۲ و مجردمانده‌ها اشاره کرد.